# 塩田広重
塩田 広重（しおた ひろしげ、旧字: 鹽田 廣重。1873年10月14日 - 1965年5月11日）は、日本の外科医。貴族院勅選議員、日本医科大学学長。

## 略歴
1872年、京都府宮津市で誕生。1888年、大阪の第三高等学校予科の試験に合格するも、東京の一高を目指すために退学。上京し、駿河台にあった予備校の成立学舎にて学び、坪内逍遥らに学ぶ。1890年、第一高等学校予科に入学。1895年、東京帝国大学医学部に入学。1899年、東京帝国大学医学部卒業。病理学教室で三浦守治、山極勝三郎の両教授の下で学んだ後、佐藤三吉教授の外科に移った。そこでユリウス・スクリバや近藤次繁の指導を受けた。
東京帝国大学医科大学助手、済生学舎講師を経て、1902年東京帝国大学医科大学助教授。1907年から1909年にかけて、私費でドイツ・オーストリアに留学、ウィーン大学にて病理学を学ぶ。1914年9月11月から1916年8月まで、日本赤十字社救護班医長としてフランスへ派遣され、パリ市内のアストリアホテルに設けられた日本赤十字社救護班が運営するフランス陸軍直轄第4厚誼病院にて軍医として従事。その功績にてレジオンドヌール勲章を授与されている。1919年6月、29歳女性の子宮筋腫による重度の貧血患者（赤血球数110万/μl、輸血直前83万/μl）に輸血を行い救命した。
1922年、東京帝国大学教授に就任、外科学第2講座を担当した。1926年、日本医科大学教授および同大学の初代学長を兼任した。1928年、日本医科大学の学長の小此木信六郎が急逝したため、塩田が第3代学長に選ばれた。以降30年もの長い間学長を務めた。1934年、東京大学を依願退職、名誉教授。
1946年、貴族院議員に勅選される。1949年、日本初の一般向け医学書として『家庭の医学』を時事通信社より発行するにあたり、稲田龍吉とともに責任編集を担当した。
1951年、日本医科大学理事長に選任され、1954年まで務める。輸血手技・イレウスの研究をし、成人病研究を提唱。また老年学の草分けとして、1954年、寿命学研究会を創設。同年、文化功労者ならびに名誉都民となる。第二次世界大戦直後は厚生省医療局長として旧海軍病院の国家公務員共済組合連合会への移管にあたった。
1956年12月、第1回日本ジェロントロジー学会が東京で開催されるにあたり、会長をつとめた。また1954年から10年にわたり、国際外科学会日本部会の会長を務めた。1960年、日本医科大学長を退職、日本医科大学名誉教授。1962年、日本医師会最高優功賞。1964年、勲一等瑞宝章受章。
1965年5月11日死去。正三位に叙される。墓所は雑司ヶ谷霊園。

## 逸話
- 胃腸手術の権威として知られ、高松宮宣仁親王をはじめとした皇族5人と政治家3人に手術を施している[3]。1930年、東京駅で狙撃され重傷を負った濱口雄幸の治療をした際、当時まだ一般的でなかった輸血を駅長室で行い救命し、その後、東大病院にて手術を行なった[3]。1936年 二・二六事件では、暴漢に拳銃で襲撃された鈴木貫太郎の体内に打ち込まれた弾丸の摘出手術を行った[3]。ピストルで撃たれた平沼騏一郎の手当も行った[3]。
- 大の戦争嫌いであり、1941年（昭和16年）12月8日には「軍部の馬鹿野郎、日本が戦争で勝てるはずがないじゃないか。負けるに決まっている」と大声で話していたという[3]。
- 著書の『メスと鋏』は明治、大正、昭和の時代の学生教育や医局生活、東京大学の様子が本人の言葉で書かれた貴重な一冊である[3]。

## 栄典
位階
- 1903年（明治36年）4月10日 - 従七位
- 1927年（昭和2年）9月1日 - 従四位

勲章等
- 1940年（昭和15年）8月15日 - 紀元二千六百年祝典記念章

## 門下生
- 都築正男：東京大学口腔外科教室教授、塩田外科の後継者（1917年 東京帝国大学医科大学医学科卒業）
- 秋谷良男：横浜市立大学医学部第一外科初代教授（1923年 東京帝国大学医学部卒業）
- 久留勝：金沢大外科学講座教授、大阪大学外科学講座教授、国立がんセンター第3代総長（1926年 東京帝国大学医学部卒業）
- 梶谷鐶：癌研究会附属病院第5代院長（1932年 東京帝国大学医学部卒業）
- 鈴木忠一郎：日本大学学部整形外科学講座の初代教授

## 著書
- 『欧米及日本に於ける虫垂炎の今昔』日本医事新報社、1940年。
- 『外科疾患図譜』南山堂、1949年。 NCID BN13330295。
- 『メスと鋏』桃源社、1953年7月1日。NDLJP:1379904。